# Commerce (Missouri)
Pour les articles homonymes, voir Commerce (homonymie).
Commerce est un village américain situé dans le comté de Scott, dans le Missouri. C'est l'une des premières colonies françaises dans l'État au XVIIIe siècle.

## Histoire
En 1788, l'actuel site de Commerce est occupé par les français, puis en 1803 sert de poste de commerce. Pendant la guerre de sécession, Commerce est l'une des enclaves favorables à la cause de l'Union dans la région, avec le village de New Hamburg. L'île en face de Commerce est appelée Cat Island dès l'époque de Mark Twain. La ville est de religion méthodiste avec une congrégation installée dès 1825.

## Géographie
La municipalité s'étend sur 0,35 milles carrés (0,91 km2), uniquement des terres.

## Démographique
Selon le recensement de 2010, Commerce compte 67 habitants.